# Oscar Pettersson
Oscar Pettersson, född 1 februari 2000, är en svensk fotbollsspelare som spelar för Go Ahead Eagles.

## Klubbkarriär
Pettersson började spela fotboll i Bromstens IK som femåring. 2016 gick han till Djurgårdens IF. I januari 2019 flyttades Pettersson upp i A-laget, där han skrev på ett tvåårigt lärlingskontrakt.
Pettersson tävlingsdebuterade för Djurgården den 23 februari 2019 i en Svenska cupen-match mot Hässleholms IF (3–0-vinst), där han blev inbytt i halvlek mot Edward Chilufya. Pettersson gjorde allsvensk debut den 10 augusti 2019 i en 4–0-vinst över IK Sirius, där han blev inbytt i den 75:e minuten mot Jonathan Ring.
Den 14 juni 2020 gjorde han sitt första mål i Allsvenskan, i matchen mot IK Sirius som slutade 0-2 till Djurgården. I september 2020 fick Pettersson dubbel speltillhörighet, vilket gjorde att han kunde spela för både Djurgården och Akropolis IF under hösten 2020. Inför säsongen 2021 blev det en permanent övergång till Akropolis IF för Pettersson.
I december 2021 värvades Pettersson av IF Brommapojkarna. En stark säsong i Superettan följdes upp av ytterligare bra säsong i Allsvenskan (fotboll). Det gjorde att han i december 2023 värvades av IFK Göteborg.
I februari 2025 värvades Pettersson av nederländska Go Ahead Eagles, där han skrev ett 3,5-årskontrakt med option på ytterligare ett år.

## Landslagskarriär
Den 12 januari 2024 debuterade Pettersson i Sveriges A-landslag i en träningslandskamp mot Estland.